# Александрія Андерсон
Александрія Андерсон (англ. Alexandria Anderson; нар. 28 січня 1987) — американська легкоатлетка, яка спеціалізувалася на спринті.

## Спортивні досягнення
Чемпіонка світу з естафетного бігу 4×100 метрів (2011, виступала в попередньому забігу). Срібна призерка чемпіонату світу з естафетного бігу 4×100 метрів (2013). Фіналістка (7-е місце) чемпіонату світу з бігу на 100 метрів (2013).
Чемпіонка Світових естафет з естафетного бігу 4×100 метрів (2014).
Чемпіонка світу серед юніорів з естафетного бігу 4×100 метрів (2006) та 4×400 метрів (2004). Фіналістка (6-е місце) чемпіонату світу серед юніорів з бігу на 100 метрів (2006).
Чемпіонка світу серед юнаків у комбінованій спринтерській естафеті (2003).
Бронзова призерка чемпіонату США з бігу на 100 метрів (2013). Фіналістка (5-е місце) чемпіонату США з бігу на 200 метрів (2010).
Чемпіонка США в приміщенні з бігу на 60 метрів (2011).
Рекордсменка світу серед юніорів з естафетного бігу 4×400 метрів — 3.27,60 (2004).